# Вон, Бенджамин
Д-р Бенджамин Вон (19 апреля 1751 — 8 декабря 1835) — британский медик и политик-радикал. Был комиссаром на переговорах между Великобританией и Соединенными Штатами при разработке Парижского договора.

## Жизнь
Вон родился на Ямайке в семье Сэмюэля Вона, британского банкира и плантатора родом из ирландских протестантов, и его англо-американской жены Сары Хэллоуэлл, дочери судостроителя Бенджамина Хэллоуэлла.
Получил образование в Школе Ньюкома и Академии Уоррингтона; также посещал занятия в Тринити-Холл в Кембридже, не закончив его. Затем он изучал медицину в Эдинбургском университете. В 1785 году, во время пребывания в Эдинбурге, он был избран членом Королевского общества Эдинбурга — его кандидатуру выдвинули, в частности, Дугалд Стюарт и Джеймс Хаттон.
Глубоко интересовался политикой и науками, что привело к его дружбе с Бенджамином Франклином.
Вон был политическим экономистом, купцом и врачом. Через Бенджамина Хорна, брата Джона Хорна, он познакомился с политиком лордом Шелбурном. Затем Шелбурн использовал Вона как дипломата-посредника в переговорах о мире между Великобританией и Соединенными Штатами к концу американской войны за независимость. Он также был посредником в примирении Франклина и Шелбурна.
Был избран на дополнительных выборах в 1792 году в членом парламента (MP) от городка Калн в Уилтшире и занимал эту должность до всеобщих выборов 1796 года (однако фактически отсутствовал с 1794 года). В своей первой речи в парламенте выступил в защиту рабства на Ямайке. Утверждения, что к 1794 году он выступал за отмену работорговли, маловероятны. Во время пребывания в Лондоне он жил на Финсбери-сквер. Был арестован в 1794 году по обвинению в государственной измене в связи с предполагаемым вторжением французов в Англию.
После 1794 года Вон уехал из Франции в Швейцарию, а затем в Америку. Его интерес к республиканским идеям привел к тому, что он навсегда покинул Великобританию. Поселился в Бостоне, а затем на ферме в Хэллоуэлле, штат Мэн, в 1797 году.
В 1802 году он унаследовал новые сахарные и кофейные плантации в Вест-Индии (и несколько сотен рабов) после смерти своего отца. В соответствии с завещанием имения должны были быть ликвидированы в течение 7 лет, а средства вложены в государственные акции. Он не выполнил эти требования. Частью невыполненных требований было также условие, что из выплаченных сумм будут вычтены суммы, «причитающиеся» из-за потерь на невольничьих судах «Европа» и «Белла Юдитта».
Считается, что он является строителем (или как-то связан со строительством) поместья Hallowell House в Бостоне. Возможно, его связи с Ямайкой стали причиной того, что район стал называться Ямайской равниной.
В 1805 году Вон был избран членом Американской академии искусств и наук а в 1813 году он был избран членом Американского антикварного общества.
Во время восстания рабов на Ямайке в 1831 году огромное семейное сахарное поместье Флэмстед, которым он всё ещё владел вместе со своими братьями и сёстрами, было сожжено дотла, и 407 рабов бежали. Меньшее кофейное поместье Вон-Филд с 64 рабами также было разрушено. На пике развития в поместье Флемстед было около 450 рабов, а в Вонсфилдае — 79. После разрушения поместий семья Вон продала их. Затем компания Knott & Hamilton перестроила Вонсфилд. В поместье Флэмстед выращивался всемирно известный кофе Jamaica Blue Mountain Coffee, а также сахарный тростник. Бывшее поместье теперь является частью национального парка Холивелл (это название является искажением фамилии Хэллоуэлл).
Он умер в Хэллоуэлле в 1835 году.

## Семья
Вон женился на Саре Мэннинг в 1781 году и имел несколько детей:
- Уильям Оливер Вон
- Петти Вон

Семья и их потомки остались в штате Мэн после того, как Вон поселился в Хэллоуэлле в 1797 году и продолжают проживать в городе сегодня.
Джон Вон и Уильям Вон были его братьями.

## Наследие
- Город Вон в канадской провинции Онтарио, назван в его честь.